# Shuteria lancangensis
Shuteria lancangensis är en ärtväxtart som beskrevs av Y.Y.Qian. Shuteria lancangensis ingår i släktet Shuteria och familjen ärtväxter. Inga underarter finns listade i Catalogue of Life.